# Лисак Юрій Іванович
Юрій Іванович Лисак (1933, тепер Україна — ?) — латвійський радянський державний діяч, торговий представник, заступник голови Ради міністрів Латвійської РСР, постійний представник Ради міністрів Латвійської РСР при Раді міністрів СРСР. Член ЦК Комуністичної партії Латвії. Депутат Верховної Ради Латвійської РСР 10—11-го скликань.

## Життєпис
У 1957 році закінчив Харківський політехнічний інститут.
У 1957—1966 роках — технік, старший інженер-конструктор, заступник начальника відділу, начальник цеху, секретар партійного комітету заводу «Ригасільмаш» Латвійської РСР.
Член КПРС з 1959 року. Закінчив Вищу партійну школу при ЦК КПРС.
У 1966—1975 роках — завідувач промислово-транспортного відділу Ризького міського комітету КП Латвії; завідувач організаційного відділу Ризького міського комітету КП Латвії.
8 серпня 1975 — квітень 1981 року — 1-й секретар Ленінського районного комітету КП Латвії міста Риги.
У квітні 1981 — 10 лютого 1983 року — 2-й секретар Ризького міського комітету КП Латвії.
25 лютого 1983 — січень 1984 року — завідувач відділу організаційно-партійної роботи ЦК КП Латвії.
13 січня 1984 — 28 червня 1985 року — заступник голови Ради міністрів Латвійської РСР.
У червні 1985 — 1990 року — постійний представник Ради міністрів Латвійської РСР при Раді міністрів СРСР.
У 1990—1993 роках — заступник торгового представника СРСР (Російської Федерації) в Румунії.
З 1993 року працював у Головному управлінні торгово-економічних зв'язків із державами — колишніми радянськими республіками Міністерства зовнішніх економічних зв'язків Російської Федерації.
На 1995—1997 роки — торговий представник Російської Федерації в Литовській Республіці.

## Нагороди
- ордени
- медалі
- Почесна грамота Президії Верховної ради Латвійської РСР (1965)
- Заслужений працівник промисловості Латвійської РСР (30.09.1983)